# POWER9
POWER9 — семейство суперскалярных многопоточных мультипроцессоров на базе архитектуры POWER, анонсированное в августе 2016 года на конференции Hot Chips. Представлены во второй половине 2017 года. Изготовлены по техпроцессу 14 нм FinFET на мощностях GlobalFoundries. Используются в суперкомпьютерах Summit и Sierra в США (DOE, ORNL, LLNL) и европейском MareNostrum 4.
POWER9 выпускается в 4 вариантах.
- два варианта по 12 ядер с 8 потоками на ядро (SMT8) — предназначены для платформ с расширенной виртуализацией
- два варианта с 24 ядрами с поддержкой 4 потоков на ядро (SMT4) — предназначены для решения обычных задач в среде Linux.

В каждом из вариантов предлагается 2 типа процессоров:
- Версия процессора SO (Scale-out) позиционируется как решение для двухпроцессорных конфигураций с встроенным контроллером памяти на 8 каналов небуферизованной DDR4.
- Версия процессора SU (Scale-up) предложены как решение для конфигураций с числом процессоров 4 и более и доступом к буферизованной DDR4-памяти через внечиповый контроллер памяти Centaur.[2]

Процессоры используют шину PCI Express 4.0 для подключения периферии. Также используется интерфейс NVIDIA NVLink 2.0 и интерфейс CAPI 2.0. Работа с внешними устройствами будет осуществляться посредством интерфейса IBM Bluelink (25 Гбит/с).
Архитектура поддерживается операционными системами FreeBSD, IBM AIX, IBM i, Linux (как совместно, так и без PowerVM), OpenBSD. Ядро Linux поддерживает архитектуру начиная с версии 4.6 от марта 2016 года. Дистрибутивы Linux: RHEL, SUSE, Debian, CentOS.
Архитектура POWER9 открыта для лицензирования и модификации для членов фонда OpenPOWER.